# Christoph Knape
Christoph Knape (* 26. Dezember 1747 in Wollin, Uckermark; † 15. Dezember 1831 in Berlin) war ein deutscher Anatom und Hochschullehrer an der Universität Berlin.

## Leben
Knape wurde 1773 an der Universität Halle zum Doktor der Arzneiwissenschaft und Wundarzneikunst promoviert und trat 1778 eine Stelle als Feldmedikus an. Von 1783 bis 1809 war er 2. Professor der Anatomie am Collegium medico-chirurgicum in Berlin. 1790 wurde er Rat im Obersanitätskollegium. Von 1810 bis 1831 war er ordentlicher Professor für Anatomie an der Universität Berlin. Er war Mitglied der Akademie der Naturforscher in Wien, der Gesellschaft der Wissenschaften und Künste in Frankfurt an der Oder sowie der kurfürstlich Mainzischen Akademie der Wissenschaften. Am 12. Juni 1789 wurde Christoph Knape mit dem akademischen Beinamen Herophilus unter der Matrikel-Nr. 883 als Mitglied in die Kaiserliche Leopoldinisch-Carolinische Akademie der Naturforscher aufgenommen.
1778/79 war Knape Mitglied der Feldloge zum goldenen Becher, die 1779 in der Freimaurerloge Zu den drei goldenen Schlüsseln in Berlin aufging. Hier war er 1788 1. Aufseher, 1790 1. Großaufseher.

## Auszeichnungen
1822 wurde Knape der Rote Adlerorden 3. Klasse verliehen.

## Werke
- Kritische Annalen der Staatsarzneikunde für das 19te Jahrhundert.  Berlin 1804